# Триер, Йоаким
Йоаки́м Три́ер (норв. Joachim Trier. род. 1 марта 1974) — норвежский кинорежиссёр и сценарист. Дальний родственник датского режиссёра Ларса фон Триера.

## Биография
Образование получил в Европейском колледже кино (Копенгаген). После выпуска занимался съёмкой рекламных роликов и работал на телевидении. Дебютом в большом кино стала картина «Реприза», премьера которой состоялась 3 июля 2006 года в рамках основной конкурсной программы Кинофестиваля в Карловых Варах. 9 сентября 2006 года Йоаким отправился на 31-й Международный кинофестиваль в Торонто, где положительно зарекомендовал свой проект; лентой заинтересовались Харви и Боб Вайнштейн и помогли спродюсировать проект в США. Вторая работа, «Осло, 31-го августа» укрепила статус начинающего режиссера и принесла широкую известность в Европе и большое количество наград.
В следующей работе, фильме «Громче, чем бомбы», снялись Изабель Юппер, Джесси Айзенберг и Гэбриел Бирн. Лента «Тельма» получила успех на кинофестивалях по всему миру.

## Фильмография
| Год  |   | Русское название         | Оригинальное название   | Роль                |
| ---- | - | ------------------------ | ----------------------- | ------------------- |
| 2006 | ф | Реприза                  | Reprise                 | режиссёр, сценарист |
| 2011 | ф | Осло, 31-го августа      | Oslo, 31. august        | режиссёр, сценарист |
| 2015 | ф | Громче, чем бомбы        | Louder Than Bombs       | режиссёр, сценарист |
| 2017 | ф | Тельма                   | Thelma                  | режиссёр, сценарист |
| 2021 | ф | Худший человек на свете  | Verdens verste menneske | режиссёр, сценарист |
| 2025 | ф | Сентиментальная ценность | Sentimental Value       | режиссёр, сценарист |